# Sénat (Espagne)
Pour les autres articles nationaux ou selon les autres juridictions, voir Sénat.
XVe législature
Palais du Sénat
Le Sénat (en espagnol : Senado) est la chambre haute du Parlement espagnol, les Cortes Generales. Exerçant conjointement le pouvoir législatif et le contrôle du gouvernement avec le Congrès des députés, il se compose d'un nombre variable d'élus ne pouvant être inférieur à 225 élus selon un système mixte : au suffrage universel par province ou par île, ou par les assemblées des communautés autonomes.

## Histoire
Le Sénat tient son origine dans le statut royal octroyé en 1834 par la reine Marie-Christine, régente durant la minorité d'Isabelle II. Ce statut a mis en place, pour la première fois en Espagne, la division bicamérale des Cortes, en deux « ordres » : l'ordre des Pairs (en espagnol : Estamento de Próceres del Reino), chambre haute, et l'ordre des Procurateurs ou Députés (en espagnol : Estamento de Procuradores del Reino), chambre basse.
L'ordre des Pairs avait une composition mixte. D'une part, des membres héréditaires, comme les enfants du roi et les grands d'Espagne ; d'autre part, des membres nommés par le roi, appartenant aux classes supérieures de la société. La nature de cette chambre était d'ailleurs la représentation de la noblesse et de la plus haute hiérarchie de l'Église espagnole. La charge était à vie et le nombre de pairs n'était pas déterminé, ce qui permettait à la monarchie d'obtenir une majorité suffisante.
À la suite de la révolte de la Granja de San Ildefonso, durant l'été 1836, la reine fit approuver la nouvelle Constitution de 1837. La chambre haute du Parlement reçut alors le nom de « sénat ». Son premier président fut José Maria Moscoso de Altamira.
Malgré les changements constitutionnels successifs de 1845, 1856, 1869 et 1876, le Sénat perdura, en tant qu'organe législatif, aux côtés du Congrès des députés. Il perdit parfois, au gré des réformes, plusieurs espaces de décision, dans les domaines de l'armée ou de l'impôt.
Le 14 septembre 1923, Miguel Primo de Rivera, commandant général de Catalogne, se proclame chef d’un directoire militaire. Le roi Alphonse XIII reconnaît immédiatement ce coup de force militaire, tandis que le chef du gouvernement, Manuel García Prieto, démissionne. C’est la fin du régime constitutionnel et les Cortes sont dissoutes, ce qui entraîne la fermeture du Sénat. La proclamation de la Seconde République espagnole confirme l'abolition de la chambre haute espagnole : le Sénat est aboli lors de la session du 27 octobre 1931 par 150 voix contre 100. Cette réforme en faveur du monocamérisme, souhaité par les députés socialistes, fut permis par le retrait des députés conservateurs et ruraux, et malgré l'opposition menée par le député Ángel Ossorio.
Le Sénat est rétabli en 1976, à la suite de la loi pour la réforme politique, impulsée par le roi Juan Carlos Ier, qui souhaite le remplacement des Cortes franquistes par un système de Cortes bicaméral. Les élections de 1977 provoquent la victoire de l'UCD. Le Sénat participe à la rédaction de la nouvelle Constitution, qui met définitivement en place la démocratie en 1978.

## Siège
Le palais du Sénat se trouve dans le centre de Madrid, sur la place de la Marine espagnole, face au monument d'Antonio Cánovas del Castillo, non loin du palais d'Orient et du théâtre royal.
Construit à l'origine au XVIe siècle comme collège religieux, il est affecté à la chambre haute du Parlement espagnol à partir du début du XIXe siècle. Il est agrandi d'un bâtiment annexe en 1991.

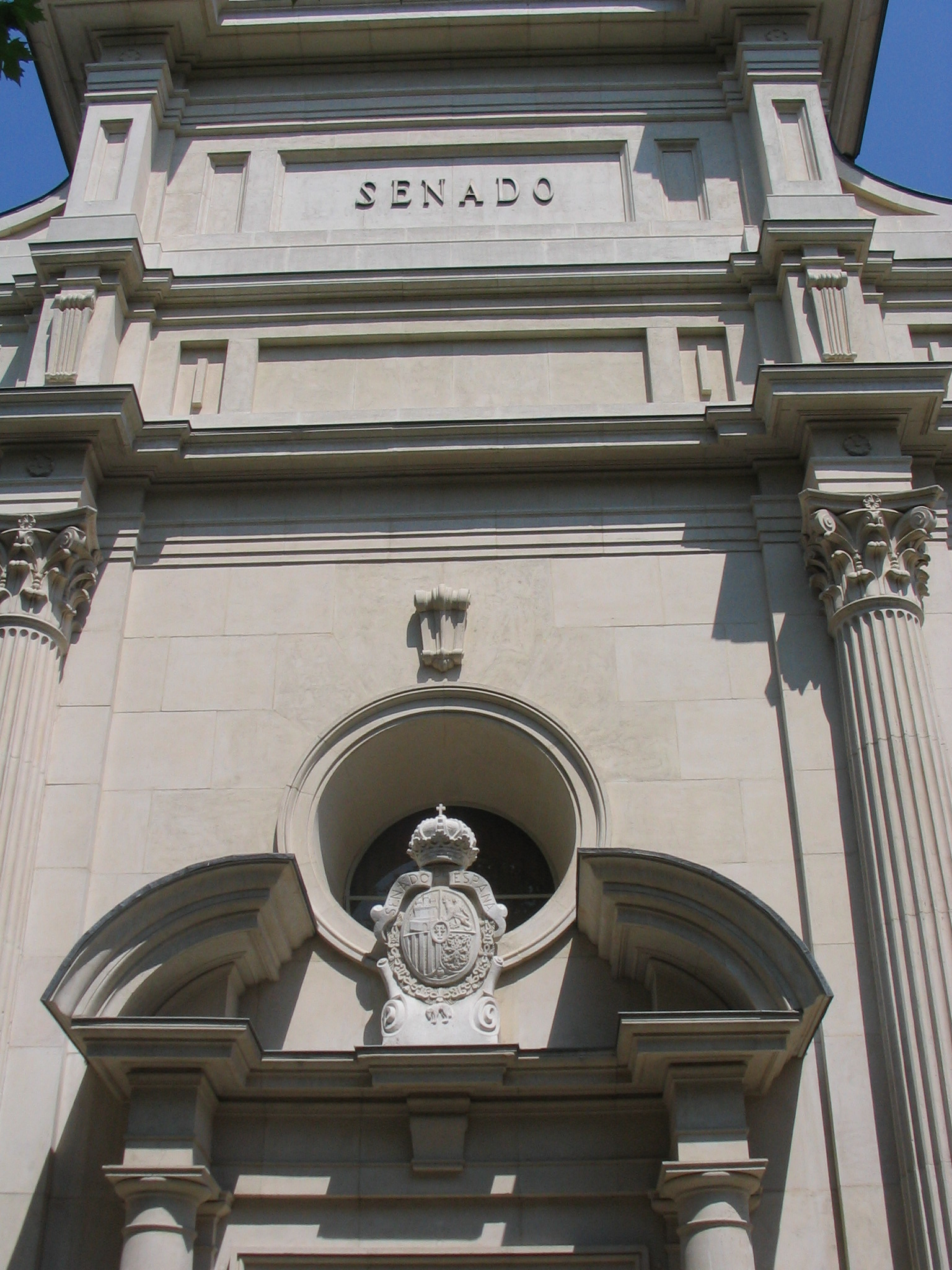
Porte du Roi.
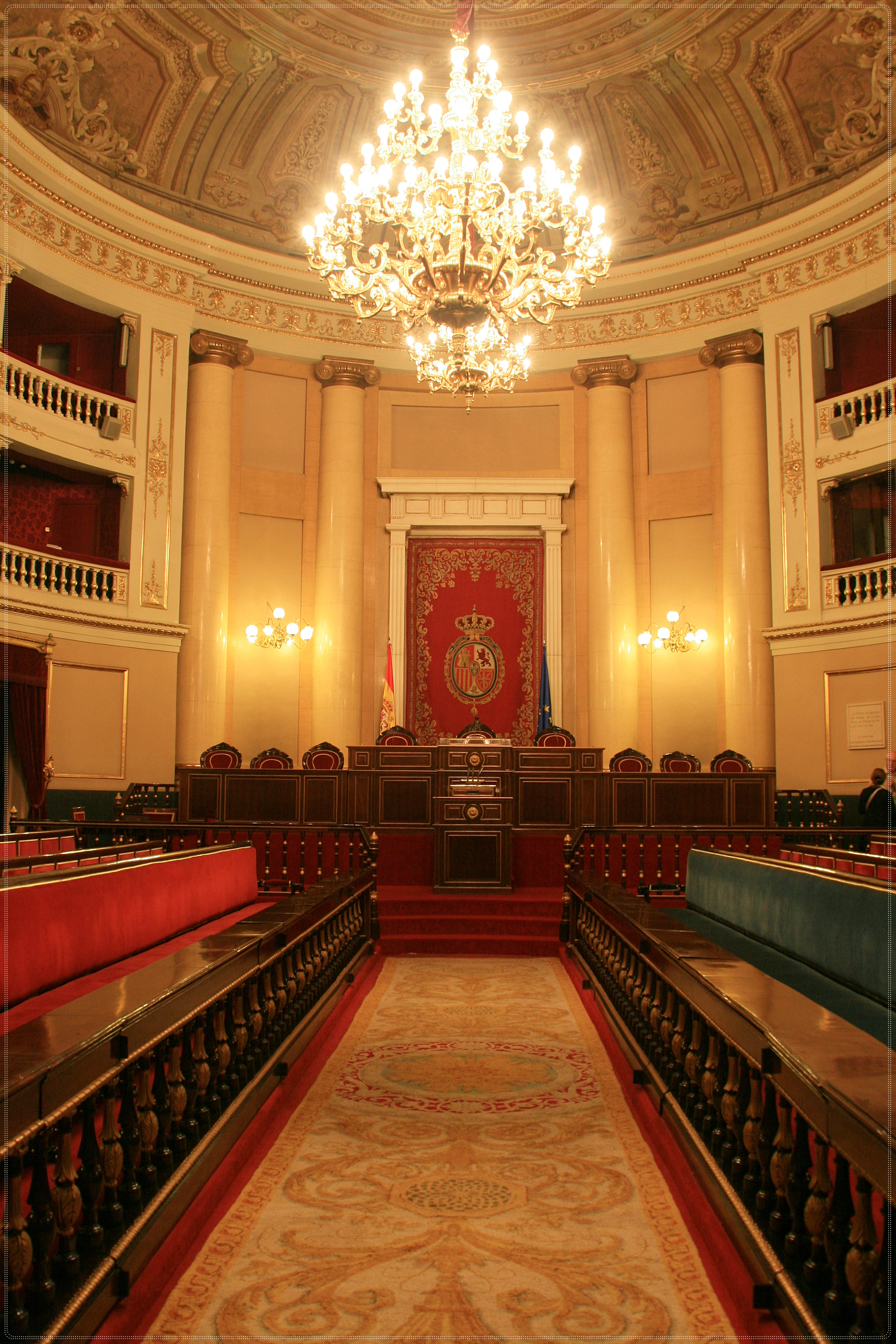
Salle de séances plénières (1820).
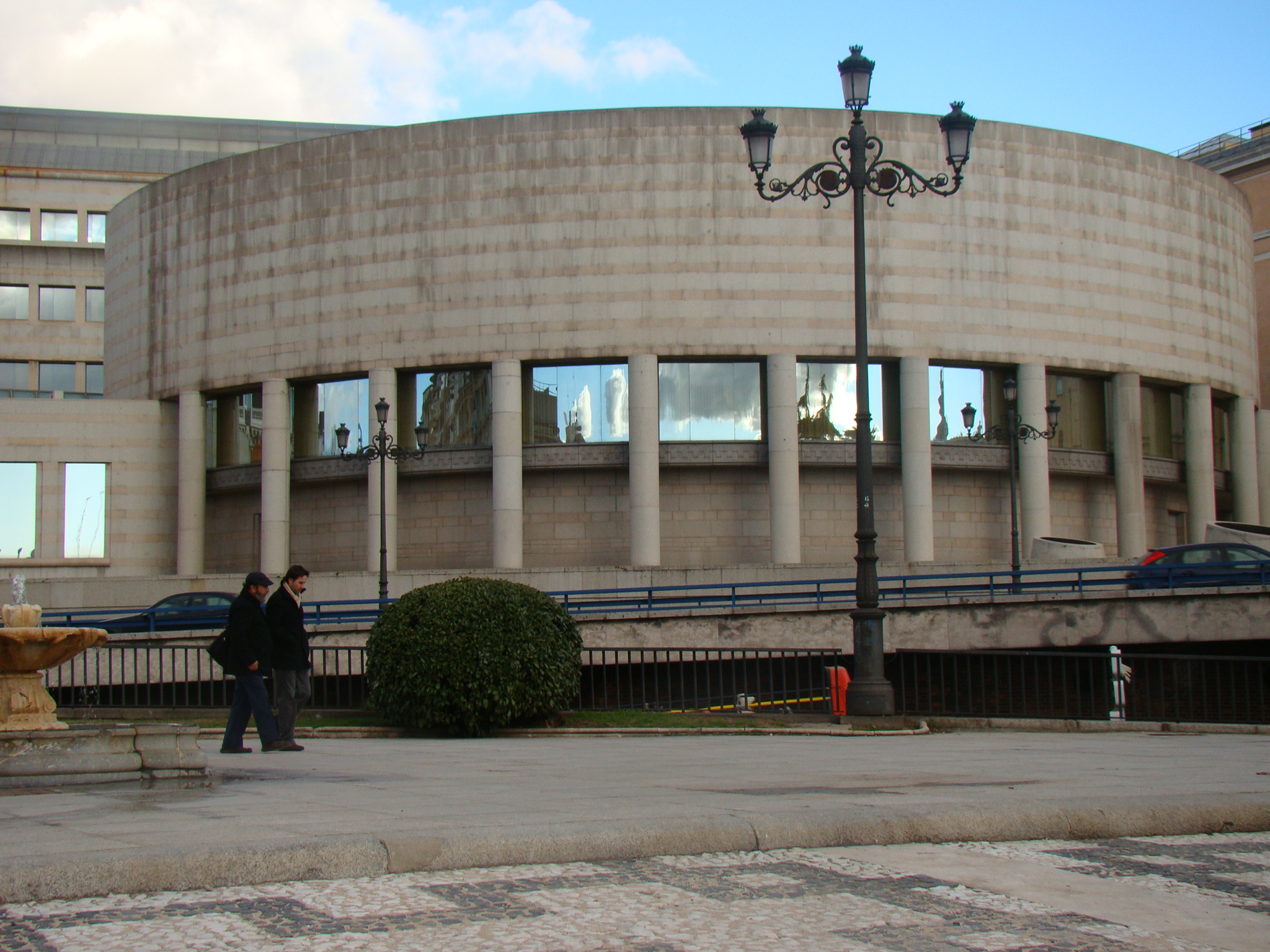
Nouveau bâtiment du Sénat (1991).
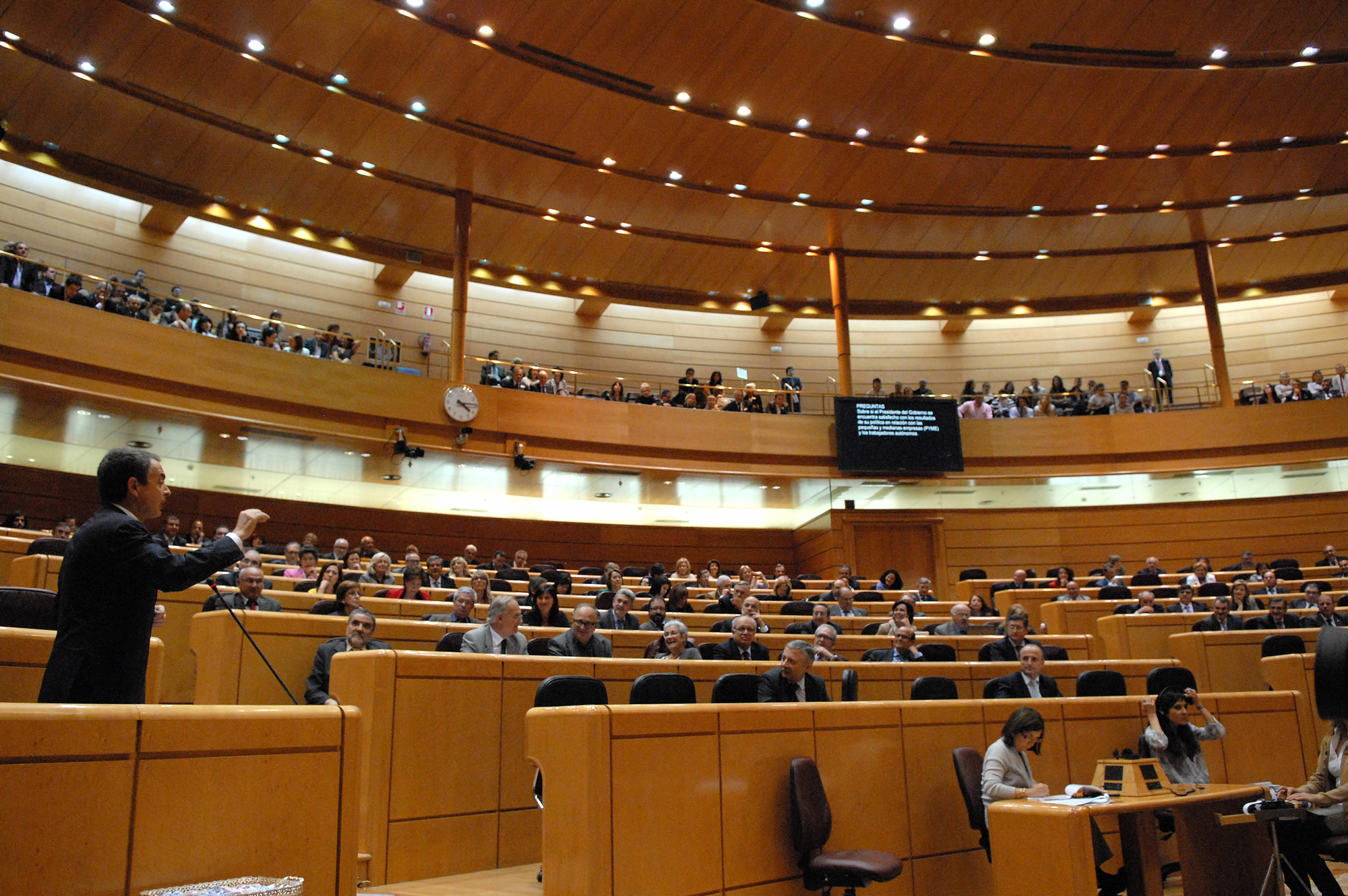
Hémicycle du nouveau bâtiment du Sénat (1991).

## Fonctions
Le Sénat, conjointement avec le Congrès des députés, exerce le pouvoir législatif. À ce titre, il dispose d'un droit de veto qu'il peut exercer dans les deux mois qui suivent la transmission d'une loi adoptée par le Congrès.
Par ailleurs, il dispose de capacités de contrôle du gouvernement (questions et commissions d'enquête) mais il ne peut le renverser.
Quand il n'est pas en session ou qu'il se trouve dissous, ses pouvoirs sont exercés par la Députation permanente, constituée à la proportionnelle des groupes.

## Composition et fonctionnement

### Bureau
| Fonction                | Titulaire | Titulaire                 | Parti | Circonscription  |
| ----------------------- | --------- | ------------------------- | ----- | ---------------- |
| Président               |           | Pedro Rollán              | PP    | Madrid           |
| Premier vice-président  |           | Javier Maroto             | PP    | Castille-et-León |
| Deuxième vice-président |           | Guillermo Fernández Vara  | PSOE  | Estrémadure      |
| Première secrétaire     |           | Eva Ortiz                 | PP    | Alicante         |
| Deuxième secrétaire     |           | María del Mar Blanco      | PP    | Madrid           |
| Troisième secrétaire    |           | María de los Ángeles Luna | PSOE  | Cordoue          |
| Quatrième secrétaire    |           | Francisco Fajardo         | PSOE  | Lanzarote        |

### Composition actuelle
| Nom | Nom | Composition | Composition | Porte-parole |
| Nom | Nom | Début       | Fin         | Porte-parole |
| --- | --- | ----------- | ----------- | ------------ |

### Commissions parlementaires
Le Sénat dispose, pour faciliter son travail et comme il est de tradition dans la plupart des Parlements, de commissions parlementaires.

### Mode d'élection
Le Sénat est composé de sénateurs élus selon un système mixte, qui combine deux modes de désignation différents.
Certains sénateurs sont élus au suffrage universel direct, libre et secret. Le scrutin est majoritaire et plurinominal. Chaque province se voit attribuer un nombre fixe de sénateurs :
- 4 sénateurs pour chacune des provinces d'Espagne ;
- 3 sénateurs pour chacune des îles de Grande Canarie, Majorque et Tenerife ;
- 1 sénateur pour chacune des îles (ou groupes d'îles) d'Ibiza-Formentera, Minorque, Fuerteventura, La Gomera, El Hierro, Lanzarote et La Palma ;
- 2 sénateurs pour chacune des villes autonomes de Ceuta et Melilla.

Les autres sénateurs sont désignés par les communautés autonomes sont élus par l'assemblée législative de chacune d'entre elles. Chaque communauté se voit attribuer un sénateur, auquel s'ajoute un sénateur supplémentaire par tranche d'un million d'habitants. L'élection de ces sénateurs obéit à la règle du critère de représentation majoritaire atténuée, qui favorise les partis qui reçoivent le plus de suffrages.

### Mandat
Les sénateurs sont élus pour un mandat de quatre ans à compter du jour de leur élection.
Le roi peut dissoudre le Sénat, soit seul, soit en même temps que le Congrès des députés. Il ne peut le faire qu'à la demande du président du gouvernement et sous la responsabilité exclusive de celui-ci.

## Critiques
Les critiques sont assez importantes contre le Sénat et son rôle, aussi bien de la part d'hommes politiques, d'analystes politiques que de spécialistes du droit constitutionnel espagnol.
Le Sénat est vu comme une chambre qui n'exerce pas véritablement de fonction utile, dans la mesure où, dans la plupart des cas, ses décisions ne sont pas déterminantes en cas de conflit avec le Congrès des députés,. Quant aux quelques fonctions qui lui appartiennent de façon exclusive, elles sont dans les faits peu utilisées.
Une des propositions avancées pour la réforme du Sénat est l'idée d'en faire un organe qui relèverait des autonomies. D'autres hypothèses proposent même de supprimer le Sénat. Dans tous les cas, toute modification du rôle ou de l'existence du Sénat entraînerait une modification de la Constitution.